# (5970) Ohdohrikouen
(5970) Ohdohrikouen est un astéroïde de la ceinture principale.

## Description
(5970) Ohdohrikouen est un astéroïde de la ceinture principale. Il fut découvert le 13 mai 1991 à Sapporo par Kazuro Watanabe. Il présente une orbite caractérisée par un demi-grand axe de 2,20 UA, une excentricité de 0,16 et une inclinaison de 4,3° par rapport à l'écliptique.

## Compléments